# 会津美里町立高田中学校
会津美里町立高田中学校（あいづみさとちょうりつ たかだちゅうがっこう）は、福島県大沼郡会津美里町にある公立中学校。

## 教育目標
- 自学 - 進んで学習する生徒
- 品性 - 正しく品性の高い生徒
- 健康 - 健康で意志の強い生徒

出典：

## 施設概要
主な施設を掲載。
- 校舎（4,643 m2） - 鉄筋コンクリート造2階建て[1]
- 体育館（1,237 m2） - 鉄骨造平屋建て[1]
- プール
- 校庭
- テニスコート

## 学区
高田小学校と宮川小学校の学区。
- 会津美里町
  - 高田地区
  - 赤沢地区
  - 永井野地区
  - 旭地区
  - 尾岐地区
  - 東尾岐地区
  - 藤川地区

出典：

## 進学前小学校
- 会津美里町立高田小学校（会津美里町字法憧寺南甲）
- 会津美里町立宮川小学校（会津美里町冨川）

出典：

## 周辺
- 会津美里町役場
- JA会津よつば高田総合支店
- 認定こども園ひかり

## 著名な出身者
- 大八木弘明